# Sidney Luft
Michael Sidney Luft (Nova Iorque, 2 de novembro de 1915 - Santa Mônica, 15 de setembro de 2005)  foi um produtor cinematográfico estadunidense. Seus créditos no cinema incluem os filmes Kilroy Was Here (1947), French Leave (1948) e mais notavelmente Nasce uma Estrela (1954), estrelado por sua esposa Judy Garland.

## Filmografia
- 1956: General Electric Theater (TV)
- 1955: Ford Star Jubilee (TV)
- 1954: Nasce uma Estrela
- 1948: French Leave
- 1947: Kilroy Was Here

## Vida pessoal
Luft e Judy Garland se casaram em 1952 e se divorciaram 13 anos depois. O casamento foi o terceiro de Garland e o segundo de Luft. Eles tiveram dois filhos juntos, Lorna Luft nascida em 1952 e Joey Luft nascido em 1955. Luft também foi padrasto da cantora e atriz Liza Minnelli, que Garland teve com o diretor Vincente Minnelli em 1946.
Depois que ele e Garland se divorciaram, Luft se casou com Patti Hemingway em 1970. Ele se casou com uma atriz, Camille Keaton, em 1993.